# Jirō Satō (tennista)
Jirō Satō (佐藤 次郎?, Satō Jirō; Prefettura di Gunma, 5 gennaio 1908 – Stretto di Malacca, 5 aprile 1934) è stato un tennista giapponese.

## Carriera
È stato il più importante tennista giapponese dell'epoca, è stato capace di avanzare più volte fino agli ultimi turni degli Slam ottenendo vittorie su avversari prestigiosi. Il primo exploit avviene al Roland Garros 1931 dove sconfigge la quinta testa di serie John Van Ryn prima di arrendersi solo al quinto set della semifinale a Jean Borotra, agli Australian Championships 1932 impegna fino al quinto set della semifinale Harry Hopman e a Wimbledon  dello stesso anno elimina il campione in carica Sidney Wood nei quarti di finale. È capace di ripetere i risultati anche nel 1933 con la semifinale a Parigi, eliminando sulla strada Fred Perry, e quella a Wimbledon eliminando nei quarti Bunny Austin.
È stato pilastro della squadra giapponese di Coppa Davis, nel triennio 1931-33 ha disputato ventotto incontri vincendone ventidue permettendo così alla sua nazione di raggiungere per tre volte la semifinale del gruppo mondiale.
Nell'aprile del 1934 mentre era a bordo di un transatlantico per una trasferta di Coppa Davis con i compagni si suicida gettandosi in mare, tra le cause del gesto è indicata l'ansia di non poter rappresentare al meglio la sua nazione.